# 宮本省三
宮本 省三（みやもと しょうぞう、1940年3月1日 - 2017年9月4日）は大阪府出身のプロゴルファー。
弟の宮本康弘もプロゴルファー。

## 来歴
茨木カンツリー倶楽部とは目の鼻の先にある茨木市立豊川中学校出身で、弟の康弘、中村通・山本善隆・前田新作・井戸木鴻樹は同校の後輩に当たる。
13歳でゴルフを始めると、中学卒業後は茨木CCで修業し、1961年にプロ入り 。1962年の関西プロで初優勝を飾り、1966年の関西オープンを制する  。茨木CCの先輩である杉原輝雄に「あんな練習の虫は他にいない」と言わしめるほどの練習量で、関西のホープとなり、戦後のプロゴルフ界に黄金時代を築いた「茨木一門」の一人として活躍した。
1962年11月には石井朝夫・小野光一・杉原・林由郎・勝俣功と共に、埼玉県比企郡滑川町に開場した高根カントリー倶楽部の18ホールストロークプレーの記念競技に招待出場。
1967年の日本プロでは3日目を河野高明らと共に5位に付け、最終日は序盤に9アンダー首位で並ぶ橘田規・石井が11アンダーにスコアを伸ばす中、一歩下がった位置で自分のゴルフをしていた宮本のエンジンが8番パー3でかかる。距離のあるこのホール、ボギーとする選手が多い中、宮本は3番アイアンで2メートルに付けてバーディーを奪う。続く9番もバーディーとして先頭グループに追いつくと、15番パー5、宮本の2打目はグリーン手前のバンカーに捕まったかに見えたが、うまく転がり出て2オンに成功した。2パットでバーディーを奪い、12アンダーでついに単独首位に出た。続く16番パー3、石井が8ｍのバーディーパットを外した後、ほぼ同じ位置から宮本が決める。2位の石井に2打差をつけ、宮本は17番をボギーとしたが、石井を1打差で抑えて優勝した。　　
1968年には全日本トッププロ招待を新井進を抑えて制す。
1974年のスポーツ振興インターナショナル では2日目に大場勲・郭吉雄（中華民国）・今井昌雪と並んでの3位タイ、3日目には村上隆と共に後半手堅くまとめて安田春雄と並んでの首位タイで並んだ。3日目まではアプローチの冴えが目立ったが、最終日にはグリーン側のバンカーに8ホールも落としながら、この内7回もピン側に寄せて1パットで切り抜けるなど、見事なバンカーショットを披露。前日に続いてグリーン周りで抜群のうまさを発揮し、最終組の安田・村上が互いに意識して前半2オーバーと崩れたため、1オーバー73で逃げ切って6年ぶりの優勝となった。
1975年に札幌国際カントリークラブ島松コースで初めて開催された札幌とうきゅうオープンでは最終日にパットに冴えを見せ、アウトで4バーディー、インで3バーディーのコースレコード65をマークし、イーブンパー9位から凄まじい追い込みを見せて謝永郁（中華民国）と並んでの2位タイに入った。
1976年のペプシウィルソントーナメントでは初日はインからスタートして、 いきなり10番で10mのパーティーパットを沈め気分を良くすると、アウトでも4、6、9番の3〜7mのパットを着実に決めた。強風のコンディションであったが、4バーディー、ノーボギー、68の好スコアで首位に立つ。2日目にはスタートで躓き、一時はグラハム・マーシュ（オーストラリア）に逆転されたが、安定したゴルフでスコアを伸ばして再逆転し、通算5アンダーで首位を守った。豪雨による54ホール短縮競技の最終日には最終ホールの8mのパットをボール1つ外してしまい、ピーター・トムソン、マーシュ、ブライアン・ジョーンズの豪州勢と共にプレーオフとなり、サドンデスによる死闘を繰り広げたが、宮本は1ホール目にボギーで早々に敗退している 
。
1977年には日本プロ東西対抗の西軍メンバーに選出され、東軍の中嶋常幸と共に68をマークし、会場となった秋田椿台カントリークラブのコースレコードを記録。
1980年の日本プロでは自信がなかったパットを恐る恐る打つことで入り、2日目には3バーディー、2ボギーの70に手堅くまとめて首位タイとなるが、最終的には長谷川勝治・藤木三郎と並んで10位タイに終わった。
1981年の東北クラシックでは2日目に羽川豊・牧野裕・中嶋常幸・湯原信光・尾崎直道と並んでの4位タイ、3日目には中嶋と並んでの2位タイに着け、最終日には杉原の2位 に入った。
1983年にはデザントカップ北国オープンで謝玉樹・呂西釣の台湾勢を抑えて通算5アンダーで9年ぶりの優勝を飾る。
1988年のデサント大阪オープンでは初日に67をマークして井戸木・山本善・楠本研を抑え、杉原の2位タイでスタートし、2日目には69で山本洋一とのプレーオフの末の2位に終わった。
1990年の関西プロを最後にレギュラーツアーから引退し、シニア転向後は1990年の関西プロシニアなど3勝を挙げ、1999年には全日空・石垣島シニアプロアマで石井裕士の2位に入る。
2017年9月4日、肝血管肉腫のため、茨木市の彩都友紘会病院で死去。77歳没。

## 主な優勝

### レギュラー
- 1962年 - 関西プロ
- 1966年 - 関西オープン
- 1967年 - 日本プロ、西日本サーキット下関、瀬戸内サーキット広島
- 1968年 - 全日本トッププロ招待
- 1974年 - スポーツ振興インターナショナル
- 1983年 - デザントカップ北国オープン

### シニア
- 1990年 - 関西プロシニア
- 1991年 - KTVシニア